# Уэртингтон (Миннесота)
Уэртингтон (англ. Worthington) — город в штате Миннесота, США. Он является административным центром округа Ноблс. В 2010 году в городе проживало 12 764 человека. Плотность населения составляет 671,4 чел./км². Город был основан в 1870-х годах как станция Окабена на линии компании Железные дороги Чикаго, Сент-Пола, Миннеаполиса и Омахт. 
- Телефонный код города — 507
- Почтовый индекс — 56187
- FIPS-код города — 27-71734[2]
- GNIS-идентификатор — 0654391[3]